# چک ۱۰۴ ان‌بی
چک ۱۰۴ ان‌بی (به انگلیسی: Chak 104 NB) یک منطقهٔ مسکونی در پاکستان است که در پنجاب واقع شده‌است. چک ۱۰۴ ان‌بی ۱۸۰ متر بالاتر از سطح دریا واقع شده‌است.